# Нам-ть'єн

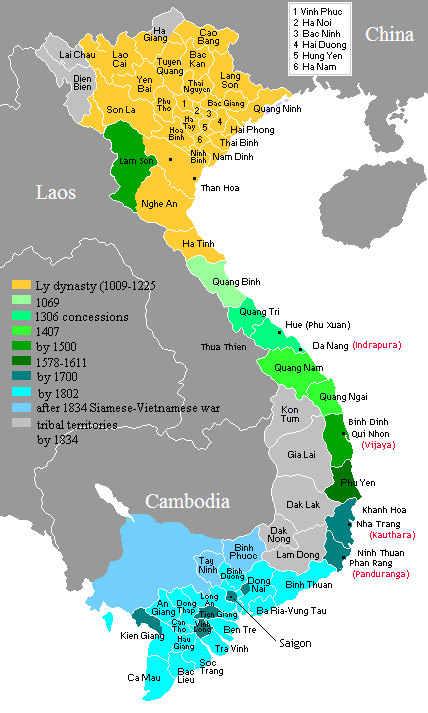
Карта В'єтнаму, що показує завоювання півдня (нам-ть'єн, 1069—1834).

Нам тьєн (в'єтнамською: [nam tǐən]; Hán tự: 南 進; буквально. «Просування на південь» або «похід на південь») — це розширення території В'єтнаму на південь з XI століття до середини XIX століття. В'єтнамський домен поступово розширювався на південь від його первинного центра в дельті Червоної річки. Протягом приблизно 700 років В'єтнам потроїв площу своєї території і набув більш-менш витягнутої форми сьогодні.
11–14 століття бачили бойові вигоди та втрати, коли прикордонні території змінювали власників між в'єтнамцями та чамами під час перших Чамо — В'єтнамських воєн. У 15-17 століттях, після четвертого китайського панування у В'єтнамі (1407—1420), в'єтнамці розгромили менш централізовану державу Чампа і захопили її столицю під час Чамо-В'єтнамської війни 1471 року. До 17–19 століть в'єтнамські поселенці проникли в дельту Меконга . Господарі Нгуєна Хюе дипломатією та силою відібрали південну територію від Камбоджі, завершивши «Марш на південь».

## Історія

### XI—XIV століття (династіїЛітаЧан)
Записи свідчать про те, що в 1069 р. (За часів правління Лі Нян Тонга) відбувся напад на королівство Чампа та його столицю Віджаю з В'єтнаму з метою покарання Чампи за збройні рейди до В'єтнаму. Король Чаму Рудраварман III був розбитий і захоплений і запропонував три північні провінції Чампи В'єтнаму (нинішні провінції Куангбінь і Куангчі):62,186.
У 1377 році столиця Чаму була невдало обложена в'єтнамською армією в битві при Віджаї.

### XV—XIX століття (піздня династія Ле до часів князівНгуєн)
Корінними мешканцями Центрального нагір'я є народи Дегар (Монтаньярди). В'єтнам підкорив та анексував цю область під час своєї експансії на південь.
Великі Чампо-В'єтнамські війни знову почалися в XV столітті під час династії Ле, що в підсумку призвело до падіння Віджаї і загибелі Чампи в 1471. Цитадель Віджая була обложена протягом одного місяця в 1403 році, але в'єтнамським військам довелося відступити через нестачу їжі. Фінальний напад стався на початку 1471 р., після майже 70 років без серйозного воєнного протистояння між Чампою та В'єтнамом. Це пояснюється як реакція Вєтнаму на прохання Чампа до Китаю про посилення для нападів на В'єтнам.
Чамські провінції захопили в'єтнамські князі Нгуєн. Провінції та райони, спочатку підконтрольні Камбоджі, були взяті Во Вуонгом.
Камбоджа постійно була підана нападам князів Нгуєна. Близько тисячі в'єтнамських поселенців було вбито в 1667 році в Камбоджі об'єднаними силами китайців та камбоджійців. В'єтнамські поселенці почали заселяти дельту Меконгу, яка раніше була заселена кхмерами, і у відповідь на це в'єтнамці зазнали помсти. Камбоджійці сказали католицьким європейським посланцям, що виправдовують відповідні напади, розпочаті проти в'єтнамських колоністів в'єтнамськими переслідуваннями католиків.

### XIX століття (династія Нгуєн)

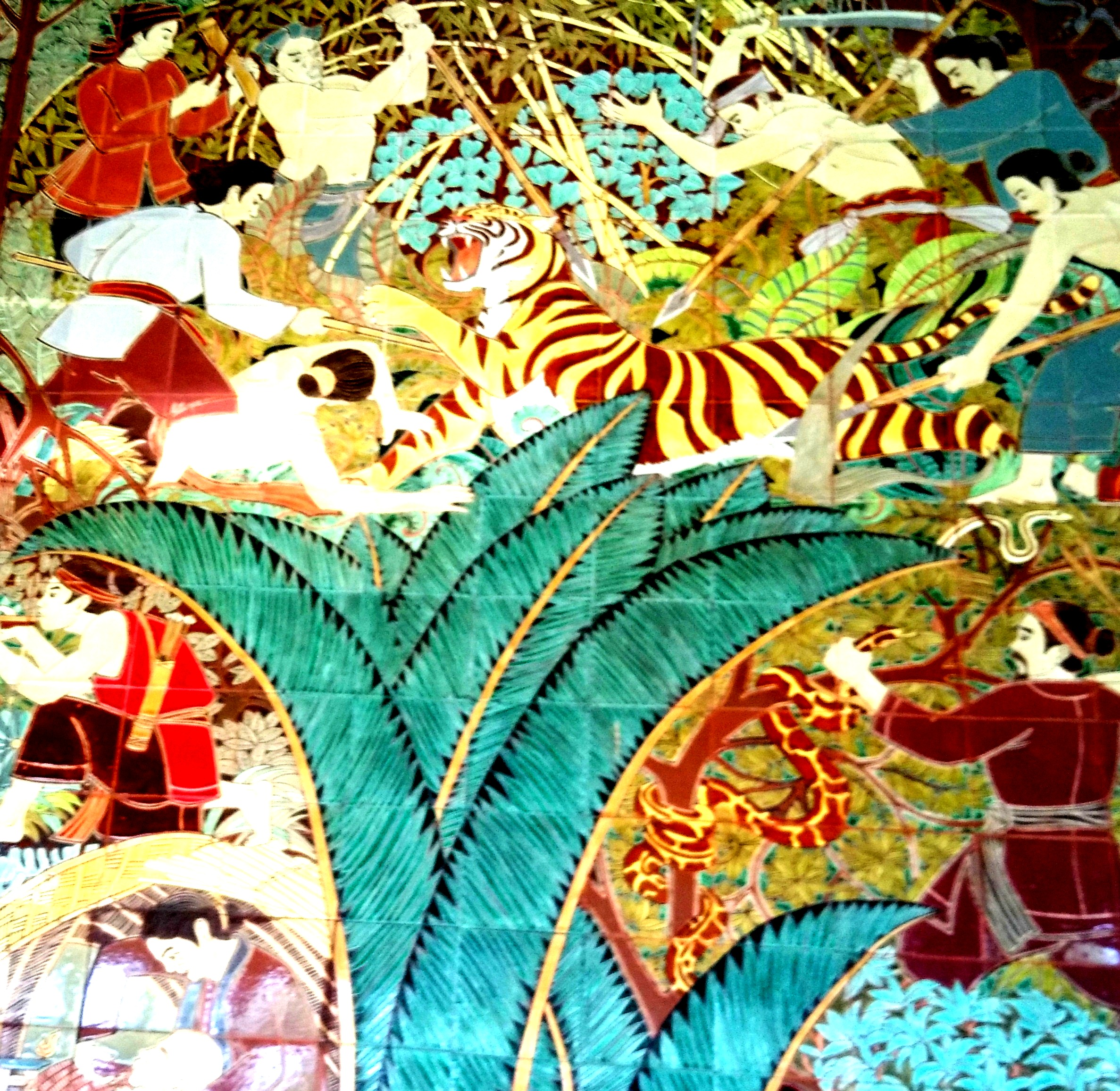
Фарфорова картина в храмі Бон-Док, що змальовує в'єтнамських поселенців, які боряться з дикими тваринами, особливо з тиграми

В'єтнамський імператор Мінь Манг здійснив остаточне завоювання Королівства Чампа під час серії Чамо-В'єтнамських воєн. Мусульманський лідер Чаму Катіп Сума здобув освіту в Келантані і повернувся до Чампи, щоб оголосити Джихад проти в'єтнамців після анексії Чампи імператором Мін Маном. В'єтнамці примусово годували м'ясом ящірок та свиней чамських мусульман, а коров'ячим м'ясом індусів-чамів, щоб покарати їх та асимілювати до в'єтнамської культури.

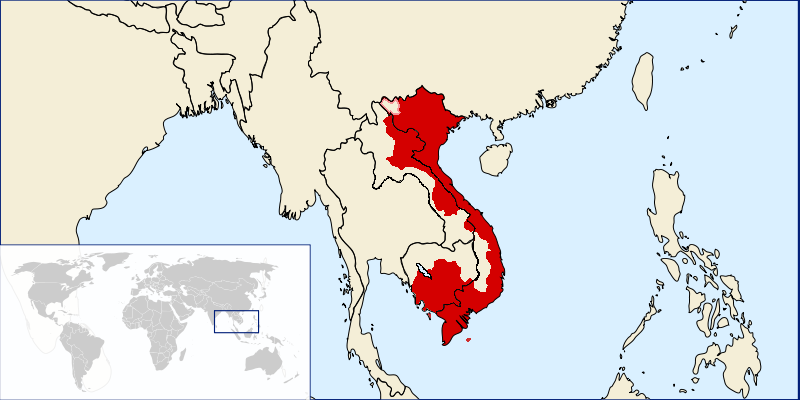
В'єтнам у найбільшому територіальному розширенні в 1829 р. (За імператора Мін Манга), накладено на сучасну політичну карту

Мін Манг синіцизував етнічні меншини, таких як камбоджійців, заявляв про спадщину конфуціанства та китайської династії Хань для В'єтнаму і використовував термін хань (Hán nhân) для позначення в'єтнамців. Мін Манг заявляв, що «ми маємо сподіватися, що їхні варварські звички будуть несвідомо розвіяні, і що вони будуть кожного дня все більше заражатися ханьськими (в'єтнамськими) звичаями». Ця політика була спрямована проти кхмерських та гірських племен. Володар Нгуєна Нгуєн Фук Чу називав в'єтнамців «народом хань» у 1712 році, коли розрізняв в'єтнамців та чамів. Лорди Нгуєна заснували đồn điền, або державний агробізнес, після 1790 року. Імператор Зя Лонг, коли розмежовував кхмерів та в'єтнамців, сказав: «в'єт. Hán di hữu hạn», що означає «в'єтнамці та варвари повинні мати чіткі межі». Його наступник, Мінь Манг, реалізував політику інтеграції та акультурації, спрямовану на меншини серед нев'єтнамських народів. Фрази на зразок thanh nhân (清人) або đường nhân (唐人) використовувались для позначення в'єтнамцями етнічних китайців, тоді як самі в'єтнамці називали себе Hán dân (漢民) і Hán nhân (漢人) протягом 1800-х років під владою династії Nguyễn .

## Спадщина

### Французьке колоніальне панування до кінця ХХ століття
Під час французької колоніальної ери етнічні суперечки між Камбоджею та В'єтнамом були дещо умиротвореними, оскільки обидві вони були частинами французького Індокитаю. Однак міжгрупові відносини погіршились ще більше, оскільки камбоджійці розглядали в'єтнамців як привілейовану групу і групу, якій було дозволено мігрувати в Камбоджу. Постколоніальні камбоджійські режими, включаючи уряди Лон-Нола та Червоних кхмерів, усі спиралися на антив'єтнамську риторику, щоб заручитися підтримкою населення.

### Сьогодення
У XXI столітті анти-в'єтнамські настрої у зв'язку з завоюванням В'єтнамом колишніх камбоджійських земель, які зараз є частиною дельти Меконгу сучасного В'єтнаму та у зв'язку з сотнями років в'єтнамських вторгнень та поселень у Камбоджі, а також військового підпорядкування Камбоджі, зберігаються. Це призвело до бойових дій проти в'єтнамських етнічних меншин у Камбоджі та проти самого В'єтнаму. Саме це мотивує прокитайські настрої в уряді Камбоджі та опозиції з різних питань, у тому числі щодо територіальних суперечок у Південно-Китайському морі. Для Камбоджі партнерство з традиційним ворогом В'єтнаму Китаєм є надзвичайно корисним. Камбоджійський політик Сем Рейнсі відстоював цю позицію таким чином, «… що стосується забезпечення виживання Камбоджі як незалежної нації, існує приказка, стара як світ: ворог мого ворога — це мій друг».